# Nyoka
Nyoka, conhecida como Nyoka the Jungle Girl, é uma personagem criada para o cinema em 1941, no seriado Jungle Girl, e que posteriormente passou a aparecer em histórias em quadrinhos. Por ter sido criada a partir de um conto Edgar Rice Burroughs - que apareceu pela primeira vez na revista pulp Blue Book, e mais tarde foi expandido e publicado como um romance- apesar de não haver nenhum personagem chamado Nyoka na história original, Nyoka foi divulgada como uma criação de Burroughs. As aventuras em quadrinhos da personagem foram publicadas no Brasil entre os décadas de 1940 e 1950, na revista "O Guri" (dos Diários Associados)
O seriado Jungle Girl foi estrelado por Francis Gifford como Nyoka Meredith. A lista de créditos do filme relaciona Burroughs juntamente com seis outros escritores, mas a sua participação na criação da personagem do filme era, obviamente, mínima, pois o estúdio usou o nome "Nyoka" em uma sequência sem creditar Burroughs. Assim nasceu Jungle Girl, seriado inspirado num romance de Edgar Rice Burroughs, o criador de Tarzan. O estúdio adquirira os direitos do livro, mas aproveitou apenas o título, atribuindo aos seus roteiristas a tarefa de construírem os quinze emocionantes episódios. Depois do filme inicial, Nyoka apareceu nas histórias em quadrinhos publicadas pela Fawcett Comics, Charlton Comics e AC Comics.

## Histórico

### Conto e romance
O conto que levou à criação de Nyoka foi "The Land of Hidden Men", de Edgar Rice Burroughs na edição de maio de 1931, da revista pulp Blue Book. O conto foi expandido e transformado em um romance Jungle Girl, publicado em 1932. A história era ambientada no Camboja, e a personagem principal era uma princesa asiática chamada Fou-tan. Além de viver em uma região de selva, ela não guardava relação com a personagem Nyoka, uma mulher branca que vivia na África.

### Revista em quadrinhos
A Fawcett Comics utilizou a versão cinematográfica de Nyoka como base para a revista em quadrinhos “Jungle Girl”. A edição nº1 apareceu em 1942, e a personagem apareceu irregularmente até 1953, quando a Fawcett cessou a publicação.
Nyoka foi uma das propriedades intelectuais vendidas ao Charlton Comics pela Fawcett nos anos 1950, após a ação “National Comics Publications v. Fawcett Publications”. Sua primeira presença na Charlton foi em Nyoka, Jungle Girl nº14 (novembro de 1955).  Sua última presença na Charlton foi na edição nº22 (novembro de 1957).
Depois que a Charlton Comics cessou a publicação, os direitos Nyoka foram vendidos novamente. A AC Comics comprou os direitos da Charlton em 1987, embora os seus direitos para fazê-lo foram um tanto duvidosos.
Nyoka apareceu na AC Comics em The Further Adventures of Nyoka the Jungle Girl, e houve cinco edições impressas entre 1988 e 1989, que consistem principalmente de reimpressões e fotos do filme. Nyoka já apareceu em outros títulos da AC Comics.

## Seriados
O seriado "Jungle Girl", de 1941, apesar de ter pouco a ver com o romance, foi popular o suficiente para inspirar uma seqüência em 1942, o seriado Perils of Nyoka, estrelado por Kay Aldridge como Nyoka Gordon. Além do sobrenome, alguns outros detalhes sobre o personagem foram ligeiramente modificados.
Em 1955, a Republic Pictures lançou seu penúltimo seriado, Panther Girl of the Kongo estrelado por Phyllis Coates como Jean Evans. Para baratear a produção, foram reutilizadas cenas de arquivo do seriado Jungle Girl, inclusive o traje. Como resultado, a última personagem feminina principal da Republic usou a mesma fantasia que a primeira.